# Formica moki
Formica moki es una especie de hormiga del género Formica, familia Formicidae. Fue descrita científicamente por Wheeler en 1906.
Se distribuye por México y los Estados Unidos. Se ha encontrado a elevaciones de hasta 2145 metros. Vive en microhábitats como rocas, piedras, en la vegetación baja, nidos, la hojarasca y el forraje.